# Segona divisió espanyola de futbol 1960-1961
Resum de l'activitat de la temporada 1960-1961 de la Segona divisió espanyola de futbol.

## Grup Nord

### Clubs participants
| Club                         | Ciutat        | Estadi               |
| ---------------------------- | ------------- | -------------------- |
| Barakaldo Altos Hornos       | Barakaldo     | Lasesarre            |
| CD Baskonia                  | Basauri       | Pedro López Cortázar |
| RC Celta de Vigo             | Vigo          | Balaídos             |
| CD Comtal                    | Barcelona     | Les Corts            |
| Cultural y Deportiva Leonesa | Lleó          | La Puentecilla       |
| RC Deportivo La Coruña       | La Corunya    | Riazor               |
| Real Gijón CF                | Gijón         | El Molinón           |
| SD Indautxu                  | Bilbao        | Garellano            |
| CD Ourense                   | Ourense       | José Antonio         |
| CA Osasuna                   | Pamplona      | San Juan             |
| Pontevedra CF                | Pontevedra    | Pasarón              |
| CE Sabadell CF               | Sabadell      | Creu Alta            |
| UD Salamanca                 | Salamanca     | El Calvario          |
| San Sebastián CF             | Sant Sebastià | Atotxa               |
| Club Sestao                  | Sestao        | Las Llanas           |
| CD Terrassa                  | Terrassa      | Obispo Irurita       |

### Classificació
| Pos | Equip                  | PJ | PG | PE | PP | GF | GC | DG  | Pts | Promoció, classificació o descens |
| --- | ---------------------- | -- | -- | -- | -- | -- | -- | --- | --- | --------------------------------- |
| 1   | CA Osasuna (P)         | 30 | 21 | 4  | 5  | 83 | 25 | +58 | 46  | Ascens a Primera Divisió          |
| 2   | Celta Vigo             | 30 | 17 | 6  | 7  | 56 | 30 | +26 | 40  | Promoció d'ascens                 |
| 3   | Deportivo de La Coruña | 30 | 15 | 6  | 9  | 68 | 47 | +21 | 36  |                                   |
| 4   | CD Ourense             | 30 | 14 | 8  | 8  | 45 | 36 | +9  | 36  |                                   |
| 5   | Pontevedra CF          | 30 | 11 | 9  | 10 | 39 | 40 | −1  | 31  |                                   |
| 6   | CE Sabadell            | 30 | 11 | 9  | 10 | 30 | 40 | −10 | 31  |                                   |
| 7   | Cultural Leonesa       | 30 | 11 | 8  | 11 | 39 | 42 | −3  | 30  |                                   |
| 8   | CD Baskonia            | 30 | 14 | 1  | 15 | 41 | 57 | −16 | 29  |                                   |
| 9   | San Sebastián          | 30 | 11 | 7  | 12 | 51 | 50 | +1  | 29  |                                   |
| 10  | UD Salamanca           | 30 | 11 | 7  | 12 | 42 | 36 | +6  | 29  |                                   |
| 11  | Indautxu               | 30 | 12 | 3  | 15 | 46 | 59 | −13 | 27  |                                   |
| 12  | Comtal (R)             | 30 | 8  | 10 | 12 | 44 | 49 | −5  | 26  | Descens a Tercera Divisió         |
| 13  | Real Gijón (O)         | 30 | 10 | 5  | 15 | 41 | 53 | −12 | 25  | Promoció de descens               |
| 14  | Sestao (R)             | 30 | 8  | 8  | 14 | 35 | 51 | −16 | 24  | Promoció de descens               |
| 15  | Barakaldo CF (R)       | 30 | 7  | 8  | 15 | 33 | 51 | −18 | 22  | Descens a Tercera Divisió         |
| 16  | Terrassa FC (R)        | 30 | 5  | 9  | 16 | 33 | 60 | −27 | 19  | Descens a Tercera Divisió         |

### Resultats
| Casa \ Fora            | BAR | BAS | CEL | CON | CUL | DEP | GIJ | IND  | ORE | OSA | PON | SAB | SAL | SSE | SES | TAR |
| ---------------------- | --- | --- | --- | --- | --- | --- | --- | ---- | --- | --- | --- | --- | --- | --- | --- | --- |
| Barakaldo CF           | —   | 3–1 | 1–1 | 3–1 | 1–0 | 3–3 | 2–3 | 0–2  | 0–1 | 0–2 | 2–2 | 0–1 | 0–0 | 2–0 | 1–1 | 5–2 |
| CD Baskonia            | 2–1 | —   | 5–4 | 1–0 | 0–2 | 3–1 | 0–2 | 1–0  | 3–1 | 0–2 | 2–1 | 2–0 | 2–2 | 3–4 | 3–1 | 0–1 |
| Celta de Vigo          | 5–0 | 5–0 | —   | 3–0 | 3–0 | 3–0 | 2–0 | 3–0  | 1–1 | 4–1 | 1–1 | 2–0 | 0–0 | 1–0 | 4–2 | 2–1 |
| Comtal                 | 1–1 | 2–0 | 0–0 | —   | 1–3 | 2–2 | 5–0 | 3–1  | 3–0 | 0–2 | 1–2 | 1–2 | 2–1 | 4–2 | 3–1 | 2–1 |
| Cultural Leonesa       | 1–2 | 3–1 | 2–0 | 6–1 | —   | 0–0 | 1–1 | 2–0  | 1–0 | 0–0 | 3–1 | 1–1 | 1–0 | 0–0 | 0–0 | 3–1 |
| Deportivo de La Coruña | 3–0 | 0–1 | 0–1 | 1–1 | 2–3 | —   | 0–1 | 3–1  | 2–1 | 2–1 | 2–0 | 4–1 | 3–2 | 5–1 | 6–1 | 5–1 |
| Gijón                  | 0–0 | 2–4 | 0–1 | 1–0 | 3–0 | 1–4 | —   | 4–1  | 2–2 | 1–1 | 6–2 | 1–1 | 3–2 | 3–0 | 2–0 | 1–2 |
| Indautxu               | 3–1 | 2–1 | 5–2 | 0–0 | 6–1 | 4–3 | 4–0 | —    | 3–4 | 0–1 | 2–1 | 3–1 | 0–3 | 2–1 | 0–0 | 2–0 |
| CD Ourense             | 3–0 | 2–1 | 2–0 | 2–2 | 3–0 | 0–3 | 3–0 | 2–0  | —   | 3–1 | 2–0 | 4–1 | 0–0 | 1–1 | 2–0 | 1–1 |
| CA Osasuna             | 1–1 | 9–0 | 3–1 | 2–1 | 3–0 | 4–2 | 2–0 | 11–1 | 6–0 | —   | 2–2 | 6–0 | 3–0 | 3–0 | 4–0 | 4–0 |
| Pontevedra CF          | 1–0 | 1–0 | 1–0 | 2–0 | 4–1 | 0–1 | 2–1 | 3–1  | 0–1 | 1–0 | —   | 0–0 | 2–2 | 1–1 | 1–0 | 6–2 |
| CE Sabadell            | 2–1 | 2–1 | 0–1 | 1–1 | 0–0 | 1–1 | 3–1 | 1–0  | 1–0 | 0–1 | 1–1 | —   | 0–0 | 1–0 | 4–2 | 2–0 |
| UD Salamanca           | 3–0 | 0–1 | 0–2 | 3–1 | 1–0 | 1–3 | 2–0 | 1–2  | 1–0 | 2–0 | 4–0 | 4–2 | —   | 3–1 | 0–2 | 1–0 |
| San Sebastián          | 1–0 | 0–1 | 3–1 | 3–3 | 3–2 | 8–3 | 3–1 | 3–0  | 1–1 | 2–3 | 1–0 | 0–1 | 2–1 | —   | 3–1 | 6–2 |
| Sestao                 | 3–0 | 4–1 | 0–1 | 2–2 | 2–1 | 0–3 | 2–1 | 2–0  | 1–1 | 1–2 | 1–1 | 2–0 | 1–1 | 1–1 | —   | 1–0 |
| Terrassa FC            | 2–3 | 0–1 | 2–2 | 1–1 | 2–2 | 1–1 | 2–0 | 1–1  | 1–2 | 1–3 | 0–0 | 0–0 | 3–2 | 0–0 | 3–1 | —   |

| Golejador              | Gols | Equip                  |
| ---------------------- | ---- | ---------------------- |
| José Luis Veloso       | 26   | Deportivo de La Coruña |
| Félix Ruiz             | 21   | CA Osasuna             |
| Lolo Gómez             | 21   | Celta Vigo             |
| Josep Maria Fusté      | 18   | CA Osasuna             |
| José Antonio Hormaeche | 17   | CA Osasuna             |

| Porter               | Gols | Partits | Mitjana | Equip            |
| -------------------- | ---- | ------- | ------- | ---------------- |
| Juan Antonio Celdrán | 25   | 30      | 0.83    | CA Osasuna       |
| José Ramón Ibarreche | 26   | 22      | 1.18    | CD Ourense       |
| Miguel Mambrilla     | 36   | 29      | 1.24    | Cultural Leonesa |
| Josep Ginesta        | 34   | 25      | 1.36    | CE Sabadell      |
| Agustín Estévez      | 32   | 22      | 1.45    | Pontevedra CF    |

## Grup Sud

### Clubs participants
| Club              | Ciutat                 | Estadi                    |
| ----------------- | ---------------------- | ------------------------- |
| Cadis CF          | Cadis                  | Ramón de Carranza         |
| CE Castelló       | Castelló de la Plana   | Castàlia                  |
| CA Ceuta          | Ceuta                  | Alfonso Murube            |
| Córdoba CF        | Còrdova                | El Arcángel               |
| CF Extremadura    | Almendralejo           | Francisco de la Hera      |
| Hèrcules CF       | Alacant                | La Viña                   |
| Real Jaén CF      | Jaén                   | La Victoria               |
| UD Las Palmas     | Las Palmas             | Insular                   |
| Llevant UE        | València               | Vallejo                   |
| CD Málaga         | Màlaga                 | La Rosaleda               |
| CD Mestalla       | València               | Mestalla                  |
| Reial Múrcia      | Múrcia                 | La Condomina              |
| AD Plus Ultra     | Madrid                 | Campo de Ciudad Lineal    |
| AD Rayo Vallecano | Madrid                 | Vallecas                  |
| CD San Fernando   | San Fernando           | Marqués de Varela         |
| CD Tenerife       | Santa Cruz de Tenerife | Heliodoro Rodríguez López |

### Classificació
| Pos | Equip              | PJ | PG | PE | PP | GF | GC | DG  | Pts | Promoció, classificació o descens |
| --- | ------------------ | -- | -- | -- | -- | -- | -- | --- | --- | --------------------------------- |
| 1   | CD Tenerife (P)    | 30 | 17 | 6  | 7  | 45 | 23 | +22 | 40  | Ascens a Primera Divisió          |
| 2   | Atlético Ceuta     | 30 | 17 | 4  | 9  | 51 | 35 | +16 | 38  | Promoció d'ascens                 |
| 3   | Hèrcules CF        | 30 | 16 | 4  | 10 | 53 | 40 | +13 | 36  |                                   |
| 4   | Cadis CF           | 30 | 16 | 3  | 11 | 55 | 54 | +1  | 35  |                                   |
| 5   | UD Las Palmas      | 30 | 13 | 6  | 11 | 33 | 32 | +1  | 32  |                                   |
| 6   | Llevant UE         | 30 | 13 | 6  | 11 | 58 | 40 | +18 | 32  |                                   |
| 7   | Plus Ultra         | 30 | 15 | 1  | 14 | 58 | 41 | +17 | 31  |                                   |
| 8   | Reial Múrcia       | 30 | 13 | 5  | 12 | 45 | 39 | +6  | 31  |                                   |
| 9   | Córdoba CF         | 30 | 14 | 2  | 14 | 40 | 34 | +6  | 30  |                                   |
| 10  | Mestalla           | 30 | 12 | 6  | 12 | 55 | 48 | +7  | 30  |                                   |
| 11  | San Fernando       | 30 | 9  | 9  | 12 | 33 | 37 | −4  | 27  |                                   |
| 12  | Málaga             | 30 | 10 | 6  | 14 | 42 | 52 | −10 | 26  |                                   |
| 13  | CE Castelló (R)    | 30 | 8  | 8  | 14 | 36 | 50 | −14 | 24  | Promoció de descens               |
| 14  | Real Jaén (O)      | 30 | 10 | 4  | 16 | 31 | 61 | −30 | 24  | Promoció de descens               |
| 15  | CF Extremadura (R) | 30 | 9  | 5  | 16 | 31 | 63 | −32 | 23  | Descens a Tercera Divisió         |
| 16  | Rayo Vallecano (R) | 30 | 8  | 5  | 17 | 38 | 55 | −17 | 21  | Descens a Tercera Divisió         |

### Resultats
| Casa \ Fora    | CÁD | CAS | CEU | CÓR | EXT | HÉR | JAÉ  | LPA | LEV | MGA | MES | MUR | PLU | RAY | SFE | TEN |
| -------------- | --- | --- | --- | --- | --- | --- | ---- | --- | --- | --- | --- | --- | --- | --- | --- | --- |
| Cadis CF       | —   | 3–1 | 1–0 | 2–0 | 3–1 | 0–1 | 6–0  | 2–0 | 3–1 | 5–2 | 1–1 | 2–1 | 3–0 | 0–0 | 1–0 | 1–0 |
| CE Castelló    | 0–3 | —   | 1–2 | 2–0 | 0–0 | 2–0 | 3–0  | 2–2 | 1–1 | 3–1 | 3–1 | 0–0 | 0–4 | 5–1 | 2–1 | 1–2 |
| Atlético Ceuta | 1–2 | 6–0 | —   | 2–1 | 1–0 | 0–3 | 4–0  | 2–0 | 2–1 | 1–0 | 1–0 | 4–2 | 3–2 | 2–0 | 2–0 | 0–0 |
| Córdoba CF     | 0–1 | 3–1 | 1–0 | —   | 4–0 | 4–0 | 0–2  | 1–0 | 2–1 | 0–1 | 3–0 | 1–0 | 1–0 | 3–2 | 3–0 | 2–0 |
| CF Extremadura | 1–3 | 2–0 | 2–2 | 3–2 | —   | 1–0 | 2–1  | 3–2 | 2–2 | 2–0 | 1–0 | 2–1 | 2–1 | 0–4 | 1–1 | 0–0 |
| Hèrcules CF    | 8–2 | 2–1 | 2–2 | 1–0 | 3–0 | —   | 5–1  | 1–2 | 2–1 | 4–0 | 4–3 | 3–1 | 1–0 | 1–0 | 2–0 | 1–0 |
| Real Jaén      | 2–1 | 1–0 | 0–3 | 2–1 | 2–0 | 4–0 | —    | 0–1 | 0–1 | 3–1 | 2–1 | 2–1 | 3–0 | 2–2 | 0–0 | 0–0 |
| UD Las Palmas  | 1–0 | 1–0 | 0–1 | 1–1 | 6–2 | 1–0 | 3–1  | —   | 2–1 | 0–0 | 1–1 | 0–1 | 2–1 | 2–1 | 2–0 | 0–0 |
| Llevant UE     | 3–0 | 6–1 | 2–4 | 2–0 | 3–1 | 1–1 | 2–1  | 0–1 | —   | 2–1 | 3–1 | 4–0 | 2–1 | 7–1 | 1–1 | 1–2 |
| Málaga         | 4–1 | 0–2 | 2–2 | 1–0 | 6–0 | 3–0 | 3–0  | 0–0 | 1–3 | —   | 4–2 | 0–0 | 4–2 | 4–1 | 2–2 | 2–1 |
| Mestalla       | 9–3 | 1–1 | 2–0 | 3–1 | 6–2 | 2–2 | 1–0  | 1–0 | 1–4 | 4–0 | —   | 3–0 | 2–1 | 3–1 | 1–1 | 3–0 |
| Reial Múrcia   | 4–1 | 0–0 | 5–0 | 4–2 | 2–0 | 3–2 | 2–0  | 2–1 | 0–0 | 4–0 | 2–0 | —   | 2–3 | 2–1 | 3–2 | 0–0 |
| Plus Ultra     | 4–0 | 1–0 | 2–0 | 1–1 | 3–1 | 3–1 | 11–0 | 1–2 | 2–0 | 2–0 | 1–3 | 1–0 | —   | 3–1 | 3–2 | 3–0 |
| Rayo Vallecano | 4–3 | 0–0 | 1–3 | 0–1 | 1–0 | 0–2 | 2–2  | 3–0 | 2–2 | 1–0 | 3–0 | 2–0 | 0–1 | —   | 3–0 | 0–2 |
| San Fernando   | 2–2 | 2–2 | 1–0 | 1–2 | 2–0 | 3–1 | 1–0  | 3–0 | 1–0 | 0–0 | 0–0 | 0–1 | 2–1 | 3–0 | —   | 2–1 |
| CD Tenerife    | 3–0 | 4–2 | 2–1 | 1–0 | 2–0 | 0–0 | 4–0  | 1–0 | 3–1 | 5–0 | 3–0 | 3–2 | 3–0 | 2–1 | 1–0 | —   |

| Golejador       | Gols | Equip        |
| --------------- | ---- | ------------ |
| Josep Mauri     | 19   | Llevant UE   |
| Vicente Guillot | 17   | Mestalla     |
| Miguel Sánchez  | 15   | Cadis CF     |
| Manuel Gijón    | 14   | Hèrcules CF  |
| Luis Lax        | 14   | Reial Múrcia |

| Porter            | Gols | Partits | Mitjana | Equip          |
| ----------------- | ---- | ------- | ------- | -------------- |
| Ñito              | 18   | 27      | 0.67    | CD Tenerife    |
| Antonio Betancort | 23   | 23      | 1       | UD Las Palmas  |
| Antonio Ramírez   | 29   | 25      | 1.16    | Hèrcules CF    |
| José Puche        | 26   | 22      | 1.18    | San Fernando   |
| Lorenzo Zúnica    | 25   | 21      | 1.19    | Atlético Ceuta |

## Promoció d'ascens

### Anada
| 4 juny 1961 | Atlético Ceuta | 1-0     | Elx CF | Ceuta                            |  |
|             | Ayala 50'      | Informe |        | Alfonso Murube · López Zaballa · |  |

| 4 juny 1961 | Real Oviedo  | 1-0     | Celta Vigo | Oviedo                            |  |
|             | Aragonés 44' | Informe |            | Carlos Tartiere · Novella Barco · |  |

### Tornada
| 11 juny 1961 | Celta Vigo              | 2-2 (Total: 2-3) | Real Oviedo             | Vigo                   |  |
|              | Sampedro 61' · Pais 72' | Informe          | Ansola 23' · Artabe 37' | Balaídos · Simó Fiol · |  |

| 11 juny 1961 | Elx CF                                | 4-0 (Total: 4-1) | Atlético Ceuta | Elx                      |  |
|              | Romero 36' · Ré 63', 82' · Iborra 87' | Informe          |                | Altabix · Plaza Pedraz · |  |

## Promoció de descens

### Anada
| 18 juny 1961 | Galdácano       | 1-1     | Real Jaén   | Galdakao                      |  |
|              | Olabarrieta 69' | Informe | Arteaga 38' | Santa Bárbara · Varas Gómez · |  |

| 18 juny 1961 | CE Castelló | 1-0     | Villarrobledo | Castelló de la Plana     |  |
|              | Badenes 15' | Informe |               | Castàlia · Rigo Sureda · |  |

| 18 juny 1961 | Real Gijón                         | 2-3     | Burgos                                    | Gijón                          |  |
|              | Arbaizar 6' (pen.) · Silvestre 23' | Informe | Zamanillo 15' · Ceresuela 51' · Girón 70' | El Molinón · García Orbegozo · |  |

| 18 juny 1961 | Cartagena                     | 3-0     | Sestao | Cartagena                      |  |
|              | Hermoso 57', 63' · Cortés 88' | Informe |        | El Almarjal · Ruiz Alciturri · |  |

### Tornada
| 24 juny 1961 | Sestao        | 1-1 (Total: 1-4) | Cartagena  | Bilbao                   |  |
|              | Izaguirre 12' | Informe          | Suárez 57' | San Mamés · Modol Solé · |  |

| 25 juny 1961 | Burgos                   | 2-1 (Total: 5-3) | Real Gijón | Burgos                |  |
|              | Martínez 2' · Fausti 21' | Informe          | Ortiz 4'   | Zatorre · Rey Otero · |  |

| 25 juny 1961 | Villarrobledo                       | 3-0 (Total: 3-1) | CE Castelló | Villarrobledo                   |  |
|              | Pepín 5' · Gallardo 13' (pen.), 19' | Informe          |             | La Caridad · Infante Mendieta · |  |

| 25 juny 1961 | Real Jaén                                           | 5-2 (Total: 6-3) | Galdácano | Jaén                   |  |
|              | Arteaga 16' · Arregui 25', 56' · Achotegui 26', 39' | Informe          |           | La Victoria · Clausí · |  |

## Resultats finals
- Campió: Atlético Osasuna, CD Tenerife.
- Ascens a Primera divisió: Atlético Osasuna, CD Tenerife.
- Descens a Segona divisió: Reial Valladolid, Granada CF.
- Ascens a Segona divisió: Albacete Balompié, CE Atlètic Balears, Deportivo Alavés, RC Recreativo de Huelva, CD Cartagena, Burgos CF, CD Villarrobledo.
- Descens a Tercera divisió: Club Barakaldo Altos Hornos, AD Rayo Vallecano, Club Sestao, CF Extremadura, CE Castelló, CD Terrassa, CD Comtal.